# Rubcovsk
Rubcovsk (in russo Рубцовск?) è una cittadina della Russia siberiana meridionale (Territorio dell'Altaj); è situata sul fiume Alej, a circa 280 km di distanza in direzione sud dal capoluogo Barnaul.
Fondata nel 1886, venne dichiarata città nel 1927.

## Infrastrutture e trasporti

### Aereo
L'Aeroporto di Rubcovsk si trova a 6 km a nord della città.